# Kup maršala Tita 1950.
Kup maršala Tita 1950., također poznat kao Kup Jugoslavije u nogometu 1950., bila je četvrta sezona Kupa Jugoslavije u nogometu nakon Drugog svjetskog rata.

U kvalifikacijama koje su vodili republički savezi sudjelovalo je 1693 ekipa; 64 kluba su nakon završetka prvenstva (12. studenoga) stigla do stvarnog kupa (pod upravom FSJ), koji se igrao od 26. studenoga do 31. prosinca 1950.
Trofej je osvojila Crvena zvezda (treći uzastopni uspjeh), svladavši u finalu zagrebački Dinamo.

## Turnir
Dva posljednja kola završila su očekivanim pobjedama favorita i obično visokim rezultatom. Bilo je i manjih iznenađenja. Varaždinski Tekstilac, primjerice, igrao je u Mostaru protiv Veleža neriješeno 2:2, a remijem se kvalificirao za daljnje utakmice. Sloga iz Kraljeva je u Sarajevu pobijedila domaći Železničar, a Napredak iz Kruševca je u Zagrebu s 2:0 pobijedio Borac.

Naša krila (dvije ekipe) su raspuštena tijekom natjecanja, pa su protivnici dobivali utakmice bez borbe, par-forfas.

U osmini finala Varaždinci su priredili još jedno iznenađenje: pobijedili su Vardar s 2:0 i plasirali se kao jedini u republičkom rangu među osam najboljih klubova.
Zanimljivo je i da su od 52 pogotka postignuta u osmini finala, poražene momčadi zabile samo tri (dva iz kaznenih udaraca).

Za razliku od prethodne godine, četvrtfinalni susreti donijeli su punu pobjedu "velikoj četvorki": Crvena zvezda – Partizan i Dinamo – Hajduk.

U finalnoj utakmici na stadionu JNA 24. prosinca sastali su se Crvena zvezda i Dinamo. Utakmica je u regularnom vremenu završila neodlučeno 1:1, a taj je rezultat ostao nepromijenjen nakon dva produžetka od po 15 minuta.

Utakmica se morala ponoviti tjedan dana kasnije, opet na stadionu JNA. Zvezda je ovog puta bila učinkovitija i s tri pogotka, postignuta u drugom poluvremenu, treći put zaredom osvojila dragocjeni pehar.

## Sudionici
Broj sudionika ove godine iznosio je 1693. U završnom dijelu igrale su 64 momčadi i to: 31 iz republičkih liga, 10 momčadi Prve lige, 11 momčadi Druge lige i 12 momčadi Treće lige.
| rang         | Slovenija                                      | Hrvatska                                                                  | Bosna i Hercegovina                                    | Srbija                                              | Srbija | Srbija | Crna Gora         | Makedonija                                |
| rang         | Slovenija                                      | Hrvatska                                                                  | Bosna i Hercegovina                                    | Vojvodina                                           | Središnja Srbija | Kosovo | Crna Gora         | Makedonija                                |
| ------------ | ---------------------------------------------- | ------------------------------------------------------------------------- | ------------------------------------------------------ | --------------------------------------------------- | --- | ------ | ----------------- | ----------------------------------------- |
| 1. rang      |                                                | - Dinamo Zagreb - Hajduk Split - Lokomotiva Zagreb                        | - Sarajevo                                             | - Spartak Subotica                                  | - BSK Beograd - Crvena zvezda - Naša krila - Partizan                                                                   |        | - Budućnost       |                                           |
| 2. rang      | - Odred Ljubljana                              | - Borac Zagreb - Kvarner Rijeka - Metalac Zagreb - Proleter Osijek        | - Željezničar Sarajevo                                 | - Sloga Novi Sad                                    | - Napredak Kruševac - Podrinje Šabac                                                                                    |        |                   | - 11. oktomvri Kumanovo - Vardar Skoplje  |
| 3. rang      | - Rudar Trbovlje - Železničar Ljubljana        | - Šibenik - Zagreb                                                        | - Borac Banja Luka - Velež Mostar                      | - Dinamo Pančevo - Proleter Zrenjanin               | - Radnički Beograd |        | - Sutjeska Nikšić | - Milicioner Skoplje - Rabotnički Skoplje |
| 4. rang      | - Branik Maribor - Gregorčič Jesenice - Sobota | - Dinamo Vinkovci - Proleter Pula - Slavija Karlovac - Tekstilac Varaždin | - Jedinstvo Brčko - Sloboda Tuzla - Tekstilac Derventa | - 6. oktobar Kikinda - Srem                         | - Dinamo Zaječar - Jedinstvo Zemun - Slavija Beograd                                                                    |        | - Lovćen Cetinje  | - Rabotnik Bitolj - Šar Tetovo            |
| Niži rangovi | - Garnizon JNA Škofja Loka                     | - Crvena zvijezda S. Brod - Radnik Kutina - Tekstilac Zagreb              |                                                        | - Bratstvo Subotica - Eđšeg Novi Sad - Polet Sombor | - Budućnost Valjevo - Naša krila II - Radnički Beograd II - Radnički Svilajnac - Sloga Svetozarevo - Zastava Kragujevac |        |                   |                                           |

## Prvo kolo
Tijekom natjecanja Naša krila su se rasformirala, pa su utakmice registrirane par-forfa u korist protivnika.
 Tijekom natjecanja Sloga (Novi Sad) mijenja ime u Vojvodina.

Utakmice su odigrane 26. studenog 1950. godine.
| Domaći sastav                    |   | Gostujući sastav           | Rezultat    | Napomene                       |
| -------------------------------- | - | -------------------------- | ----------- | ------------------------------ |
| Tekstilac (Varaždin)             | – | Garnizon JNA (Škofja Loka) | 5:1         |                                |
| Velež (Mostar)                   | – | Lovćen (Cetinje)           | 5:1         |                                |
| NK Zagreb (Zagreb)               | – | Sloga (Novi Sad)           | 0:2         |                                |
| Vardar (Skoplje)                 | – | Radnički (Svilajnac)       | 5:1         |                                |
| Branik (Maribor)                 | – | Metalac (Zagreb)           | 0:3         |                                |
| Železničar (Ljubljana)           | – | Crvena zvezda (Beograd)    | 0:3         |                                |
| Borac (Banja Luka)               | – | Sloboda (Tuzla)            | 2:1         |                                |
| Crvena Zvijezda (Slavonski Brod) | – | Odred (Ljubljana)          | 0:7         |                                |
| Proleter (Zrenjanin)             | – | Bratstvo (Subotica)        |             | par forfe                      |
| Proleter (Osijek)                | – | Budućnost (Valjevo)        |             | par forfe                      |
| Kvarner (Rijeka)                 | – | Slavija (Karlovac)         | 5:2         |                                |
| Napredak (Kruševac)              | – | Rabotnički (Skoplje)       | 5:2         |                                |
| Dinamo (Vinkovci)                | – | Borac (Zagreb)             | 0:8         |                                |
| Željezničar (Sarajevo)           | – | Sloga (Rankovićevo)        | 0:2         |                                |
| BSK (Beograd)                    | – | Slavija (Beograd)          | 2:0         |                                |
| Jedinstvo (Brčko)                | – | Lokomotiva (Zagreb)        | 1:6         |                                |
| Rudar (Trbovlje)                 | – | Dinamo (Zagreb)            | 1:5         |                                |
| Šar (Tetovo)                     | – | 11.Oktomvri (Kumanovo)     | 4:1         |                                |
| Podrinje (Šabac)                 | – | Radnički II (Beograd)      | 2:1 (prod.) |                                |
| Rabotnik (Bitolj)                | – | Milicionar (Skoplje)       | 3:1         |                                |
| Naša krila II (Zemun)            | – | FK Sarajevo (Sarajevo)     |             | par forfe                      |
| Tekstilac (Derventa)             | – | Srem (Srijemska Mitrovica) | 2:0         |                                |
| Gregorčič (Jesenice)             | – | Proleter (Pula)            | 4:0         |                                |
| Jedinstvo (Zemun)                | – | Dinamo (Pančevo)           | 2:1         |                                |
| Polet (Sombor)                   | – | Radnički (Beograd)         | 1:2         |                                |
| Spartak (Subotica)               | – | Eđšeg (Novi Sad)           | 5:1         |                                |
| Sutjeska (Nikšić)                | – | Budućnost (Titograd)       | 0:2         |                                |
| Naša krila (Zemun)               | – | Tekstilac (Zagreb)         |             | par forfe                      |
| Sobota (Murska Sobota)           | – | Radnik (Kutina)            | 6:3         |                                |
| Crvena Zastava (Kragujevac)      | – | Dinamo (Zaječar)           | 0:3 (prod.) |                                |
| NK Šibenik (Šibenik)             | – | Hajduk (Split)             | 0:2         |                                |
| 6. Oktobar (Kikinda)             | – | Partizan (Beograd)         | 1:4         | Utakmica odigrana 27. studenog |

## Šesnaestina završnice
Utakmice su odigrane 29. studenog 1950. godine
| Domaći sastav           |   | Gostujući sastav     | Rezultat    | Napomene                       |
| ----------------------- | - | -------------------- | ----------- | ------------------------------ |
| Radnički (Beograd)      | – | Jedinstvo (Zemun)    | 4:0         |                                |
| Crvena zvezda (Beograd) | – | Metalac (Zagreb)     | 3:0         |                                |
| Velež (Mostar)          | – | Tekstilac (Varaždin) | 2:2 (prod.) | ždrijebom Tekstilac            |
| Vardar (Skoplje)        | – | Vojvodina (Novi Sad) | 2:1         |                                |
| Odred (Ljubljana)       | – | Borac (Banja Luka)   | 1:0         |                                |
| Proleter (Osijek)       | – | Proleter (Zrenjanin) | 3:1         |                                |
| Borac (Zagreb)          | – | Napredak (Kruševac)  | 0:2         |                                |
| Sobota (Murska Sobota)  | – | Tekstilac (Zagreb)   | 5:2         |                                |
| BSK (Beograd)           | – | Sloga (Rankovićevo)  | 10:1        |                                |
| Kvarner (Rijeka)        | – | Partizan (Beograd)   | 0:1         | Utakmica odigrana 30. studenog |
| Podrinje (Šabac)        | – | Šar (Tetovo)         | 8:0         |                                |
| FK Sarajevo (Sarajevo)  | – | Rabotnik (Bitolj)    | 11:0        |                                |
| Gregorčič (Jesenice)    | – | Tekstilac (Derventa) | 1:2         |                                |
| Budućnost (Titograd)    | – | Spartak (Subotica)   | 0:0 (prod.) | ždrijebom Budućnost            |
| Hajduk (Split)          | – | Dinamo (Zaječar)     |             | par forfe                      |
| Dinamo (Zagreb)         | – | Lokomotiva (Zagreb)  | 6:1         |                                |

## Osmina završnice
Utakmice odigrane 2. prosinca 1950. godine
| Domaći sastav           |   | Gostujući sastav       | Rezultat | Napomene                            |
| ----------------------- | - | ---------------------- | -------- | ----------------------------------- |
| Tekstilac (Varaždin)    | – | Vardar (Skoplje)       | 2:0      |                                     |
| Crvena zvezda (Beograd) | – | Odred (Ljubljana)      | 8:1      |                                     |
| Partizan (Beograd)      | – | Proleter (Osijek)      | 5:1      | Utakmica odigrana 3. prosinca 1950. |
| Napredak (Kruševac)     | – | BSK (Beograd)          | 0:1      |                                     |
| Dinamo (Zagreb)         | – | Podrinje (Šabac)       | 6:0      |                                     |
| Tekstilac (Derventa)    | – | FK Sarajevo (Sarajevo) | 1:8      |                                     |
| Hajduk (Split)          | – | Sobota (Murska Sobota) | 15:0     |                                     |
| Radnički (Beograd)      | – | Budućnost (Titograd)   | 4:0      |                                     |

## Četvrtzavršnica
Utakmice odigrane 9. prosinca 1950. godine
| Domaći sastav        |   | Gostujući sastav        | Rezultat | Napomene                             |
| -------------------- | - | ----------------------- | -------- | ------------------------------------ |
| Tekstilac (Varaždin) | – | Crvena zvezda (Beograd) | 0:2      |                                      |
| Partizan (Beograd)   | – | BSK (Beograd)           | 3:0      | Utakmica odigrana 10. prosinca 1950. |
| Dinamo (Zagreb)      | – | FK Sarajevo (Sarajevo)  | 4:0      |                                      |
| Hajduk (Split)       | – | Radnički (Beograd)      | 4:3      |                                      |

## Poluzavršnica
| Domaći sastav           |   | Gostujući sastav   | Rezultat    | Napomene                             |
| ----------------------- | - | ------------------ | ----------- | ------------------------------------ |
| Dinamo (Zagreb)         | – | Hajduk (Split)     | 2:1 (prod.) | Utakmica odigrana 16. prosinca 1950. |
| Crvena zvezda (Beograd) | – | Partizan (Beograd) | 1:0         | Utakmica odigrana 17. prosinca 1950. |

## Završnica

### Susret
| 24. prosinca 1950. |             |               |                                                                                |
| Crvena zvezda      | 1:1 (pr.)   | Dinamo Zagreb | Stadion JNA, Beograd Broj gledatelja: 50.000 Sudac: Marijan Matančić (Beograd) |
| Ognjanov 77'       | (izvještaj) | 25' Wölfl     | Stadion JNA, Beograd Broj gledatelja: 50.000 Sudac: Marijan Matančić (Beograd) |

| CRVENA ZVEZDA:       |   |                         |
|                      |   |                         |
| VRA                  | 1 | Srđan Mrkušić           |
|                      |   | Dimitrije Tadić         |
|                      |   | Ivan Zvekanović         |
|                      |   | Bela Palfi              |
|                      |   | Milivoje Đurđević       |
|                      |   | Predrag Đajić           |
|                      |   | Tihomir Ognjanov        |
|                      |   | Rajko Mitić             |
|                      |   | Kosta Tomašević         |
|                      |   | Siniša Zlatković        |
|                      |   | Branislav Vukosavljević |
| Trener:              |   |                         |
| Aleksandar Tomašević |   |                         |

| DINAMO ZAGREB: |   |                   |
|                |   |                   |
| VRA            | 1 | Branko Stinčić    |
|                |   | Svemir Delić      |
|                |   | Tomislav Crnković |
|                |   | Krešo Pukšec      |
|                |   | Ivan Horvat       |
|                |   | Dragutin Cizarić  |
|                |   | Branko Režek      |
|                |   | Božidar Senčar    |
|                |   | Franjo Wölfl      |
|                |   | Željko Čajkovski  |
|                |   | Zvonko Strnad     |
| Trener:        |   |                   |
| Bernard Hügl   |   |                   |

### Ponavljanje
Prema pravilima, ako finale završi neriješeno i nakon produžetaka, pobjednik se ne određuje ždrijebom, već se igra nova utakmica.
| 31. prosinca 1950.                           |             |               |                                                                         |
| Crvena zvezda                                | 3:0         | Dinamo Zagreb | Stadion JNA, Beograd Broj gledatelja: 45.000 Sudac: Leo Lemešić (Split) |
| Vukosavljević 60' Ognjanov 77' Tomašević 82' | (izvještaj) |               | Stadion JNA, Beograd Broj gledatelja: 45.000 Sudac: Leo Lemešić (Split) |

| CRVENA ZVEZDA:       |   |                         |
|                      |   |                         |
| VRA                  | 1 | Srđan Mrkušić           |
|                      |   | Milorad Diskić          |
|                      |   | Ivan Zvekanović         |
|                      |   | Bela Palfi              |
|                      |   | Milivoje Đurđević       |
|                      |   | Predrag Đajić           |
|                      |   | Tihomir Ognjanov        |
|                      |   | Rajko Mitić             |
|                      |   | Kosta Tomašević         |
|                      |   | Siniša Zlatković        |
|                      |   | Branislav Vukosavljević |
| Trener:              |   |                         |
| Aleksandar Tomašević |   |                         |

| DINAMO ZAGREB: |   |                   |
|                |   |                   |
| VRA            | 1 | Branko Stinčić    |
|                |   | Svemir Delić      |
|                |   | Tomislav Crnković |
|                |   | Krešo Pukšec      |
|                |   | Ivan Horvat       |
|                |   | Dragutin Cizarić  |
|                |   | Stjepan Kašner    |
|                |   | Branko Režek      |
|                |   | Dionizije Dvornić |
|                |   | Božidar Senčar    |
|                |   | Zvonko Strnad     |
| Trener:        |   |                   |
| Bernard Hügl   |   |                   |

## Poveznice
- Prva savezna liga 1950.
- Druga savezna liga 1950.
- Treća savezna liga 1950.
- Republičke lige 1950.

## Vanjske poveznice
- RSSSF
- Jugoslavija - Detalji finala Kupa 1947.-2001
- exyufudbal.in.rs
- lavkup.com